# (3444) Stepanian
(3444) Stepanian es un asteroide perteneciente al cinturón de asteroides, descubierto el 7 de septiembre de 1980 por Nikolái Stepánovich Chernyj desde el Observatorio Astrofísico de Crimea (República de Crimea).

## Designación y nombre
Designado provisionalmente como 1980 RJ2. Fue nombrado Stepanian en honor al matrimonio de astrónomos Natalia Nikolajevna Stepanian y Jivan Avetis Stepanian.